# 貪欲 (デューラー、ウィーン)
『貪欲』（どんよく、独: Allegorie des Geizes、英: Avarice）は、ドイツのルネサンス期の巨匠アルブレヒト・デューラー (1471–1528年) が1507年、菩提樹材に油彩で描いた小型の絵画である。作品は、おそらく画家がヴェネツィア滞在期の終わりに描いた『若い男性の肖像』の裏面に描かれている。確かなことではないが、両作品は2連祭壇画を構成するべく意図されたと想定されている。本作は寓意的作品で、「人生の儚さ」、並びに「現世の富」への警告としての役割を持っている。一般に、デューラーの「ヴァニタス」の1つと見なされ、『メランコリア I』とともに分類される。本作はウィーンの美術史美術館に所蔵されており、美術史美術館では「寓意的女性像」(Allegorische Frauenfigur/Allegorical Female Figure) という題名がつけられている。

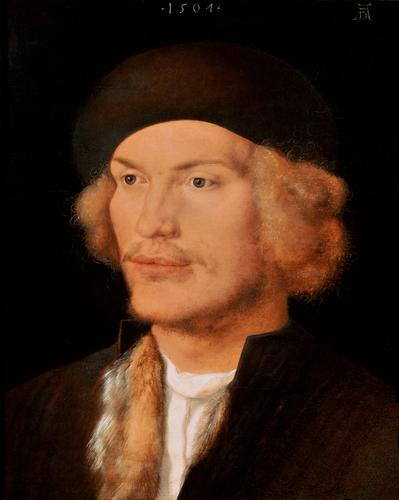
本作の裏面に描かれている『若い男性の肖像』

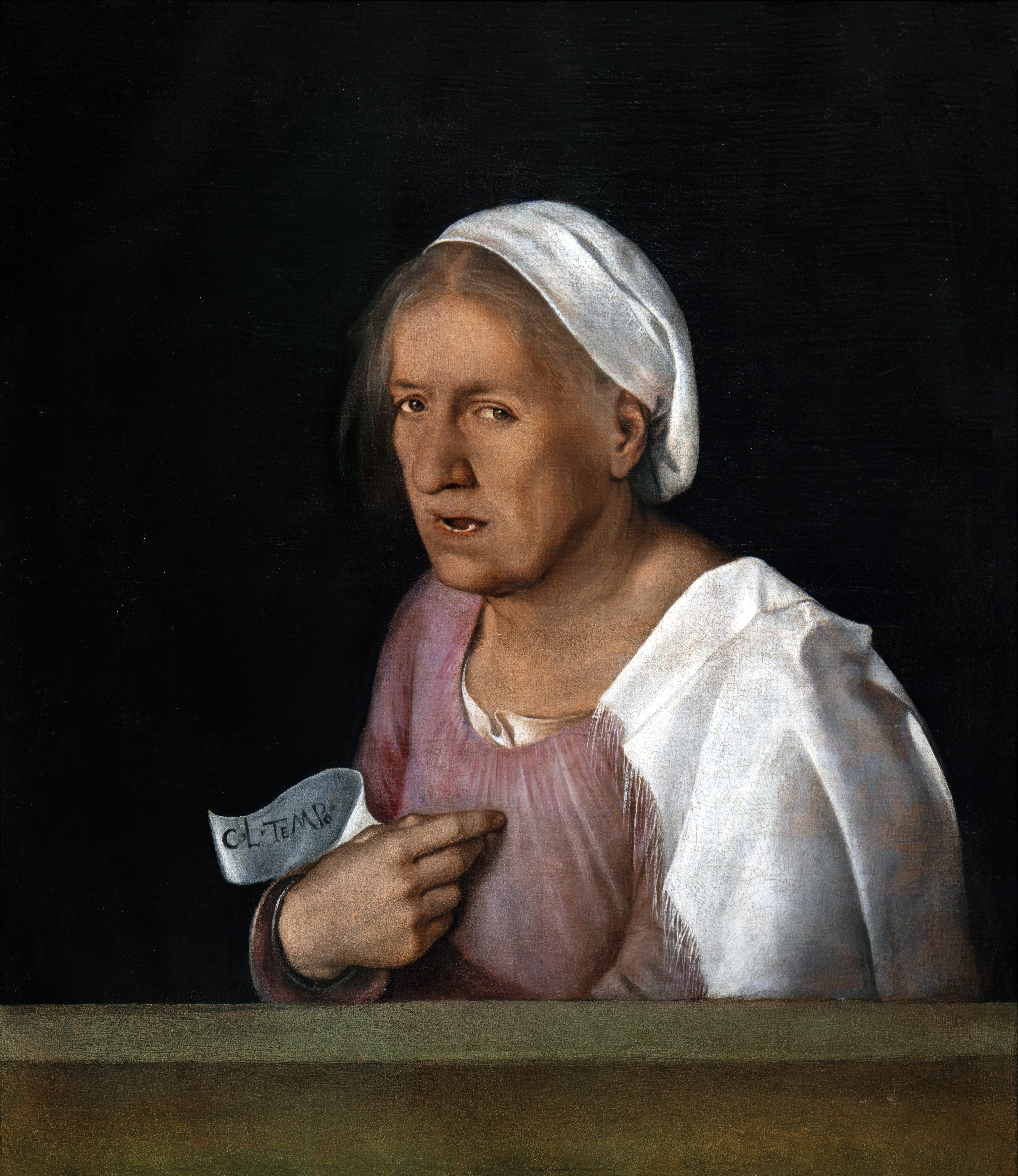
ジョルジョーネ 『老女 (ラ・ヴェッキア)』 アカデミア美術館 (ヴェネツィア) (1506–1508年) デューラーの1507年の道徳的な本作と同じように、 緩く垂れた髪の毛、垂れ下がった乳房、曖昧な顔の表情をしている

「貪欲」と「若い時代の美の儚さ」両方を表す女性は、半身像として厚塗で描かれている。長く、真っすぐな金髪、どんよりとした目、伸びた鼻、すぼまった顎をしており、歯が2本しか残っていない口は、嘲笑に歪められている。眼前にある右腕は筋肉質で、彼女の身体のほかの部分とは不釣り合いである。一方、濃い色の毛が脇の下から伸びている。彼女の髪の毛と、整って、ほとんど高貴な顔の輪郭のみが以前の美しさを示唆している。人物像の強い印象は、表現の簡潔さと、平坦な黒色の背景に上着と髪の毛の派手な色を対比させることによって成し遂げられている。
美術史家は、本作をアカデミア美術館 (ヴェネツィア) にあるジョルジョーネのキャンバス画『老女 (ラ・ヴェッキア)』と比較してきたが、両作には主題の面で明らかな類似点がある。また、デューラーの厚塗りの技法と前景に見られる豊かな色彩はヴェネツィア派の影響を示している。美術史家のT. スタージ・ムーアは、デューラーはジョルジョーネのように描けることを示したかったのかもしれないと述べている。作品は、より早い時期の肖像画に、モデルが画家の要求した画料を支払わなかったことへの当てつけであると信じている研究者もいる。しかしながら、この時期の画家の経済的状況を考えるならば、意図的に潜在的パトロンや顧客の気分を害するようなことをしたとは想定できない。作家のジェシー・アレンはこの説を却下し、本作は買手を見つけられそうにもなかったため、キャンバスの裏面を使い、商業的に成功しそうな人物像を描いたのだろうと信じている。
作品はしばしば未完成なものと見なされ、習作として言及されることもある。保存状態はよく、色彩は瑞々しさを維持している。